# 20307 Johnbarnes
A 20307 Johnbarnes (ideiglenes jelöléssel 1998 FH106) a Naprendszer kisbolygóövében található aszteroida. A LINEAR projekt keretében fedezték fel 1998. március 31-én.